# Chinese Super League (2019)
Rozgrywki 2019 były 16. sezonem w historii profesjonalnej Super League. Tytułu mistrzowskiego broniło Shanghai SIPG. Sezon toczył się systemem kołowym. Udział w nim wzięło czternaście zespołów z poprzednich rozgrywek i dwie drużyny, które awansowały z China League One. Po sezonie z ligi spadły zespoły Shenzhen FC i Beijing Renhe. Mistrzostwo ósmy raz w historii zdobyła drużyna Guangzhou Evergrande.

## Zespoły
| Uczestnicy poprzedniej edycji                                                                                 | Uczestnicy poprzedniej edycji | Uczestnicy poprzedniej edycji | Uczestnicy poprzedniej edycji |
| --- | ----------------------------- | ----------------------------- | ----------------------------- |
| GUO | Beijing Guo’an                |                               |                               |
| BRE | Beijing Renhe                 |                               |                               |
| DLY | Dalian Yifang                 |                               |                               |
| CHL | Chongqing Lifan               |                               |                               |
| GZE | Guangzhou Evergrande          |                               |                               |
| GRF | Guangzhou R&F                 |                               |                               |
| HCF | Hebei China Fortune           |                               |                               |
| HEN | Henan Jianye                  |                               |                               |
| JIA | Jiangsu Suning                |                               |                               |
| SLT | Shandong Luneng Taishan       |                               |                               |
| SSH | Shanghai Shenhua              |                               |                               |
| SIP | Shanghai SIPG                 |                               |                               |
| TJQ | Tianjin Quanjian              |                               |                               |
| TED | Tianjin Teda                  |                               |                               |
| Awans z China League One 2018                                                                                 |                               |                               |                               |
| SHE | Shenzhen FC                   |                               |                               |
| WZA | Wuhan Zall                    |                               |                               |
| Oznaczenia: - kolumna pierwsza – skróty nazw drużyn, - kolumna trzecia – miejsce zajęte w poprzednim sezonie. |                               |                               |                               |

## Tabela
| Lp. | Drużyna                  | M  | Z  | R  | P  | Bramki | Bramki | Różn. | Pkt | Uwagi                            | Bezpośrednio |
| --- | ------------------------ | -- | -- | -- | -- | ------ | ------ | ----- | --- | -------------------------------- | ------------ |
| 1   | Guangzhou Evergrande (M) | 30 | 23 | 3  | 4  | 68     | 24     | +44   | 72  | Liga Mistrzów AFC • Faza grupowa |              |
| 2   | Beijing Guo’an           | 30 | 23 | 1  | 6  | 60     | 26     | +34   | 70  | Liga Mistrzów AFC • Faza grupowa |              |
| 3   | Shanghai SIPG            | 30 | 20 | 6  | 4  | 62     | 26     | +36   | 66  | Liga Mistrzów AFC • 3QR          |              |
| 4   | Jiangsu Suning           | 30 | 15 | 8  | 7  | 60     | 41     | +19   | 53  |                                  |              |
| 5   | Shandong Luneng Taishan  | 30 | 15 | 6  | 9  | 55     | 35     | +20   | 51  |                                  |              |
| 6   | Wuhan Zall               | 30 | 12 | 8  | 10 | 41     | 41     | 0     | 44  |                                  |              |
| 7   | Tianjin Teda             | 30 | 12 | 5  | 13 | 43     | 45     | −2    | 41  | HEN 2-3 TED TED 2-0 HEN          |              |
| 8   | Henan Jianye             | 30 | 11 | 8  | 11 | 41     | 46     | −5    | 41  | HEN 2-3 TED TED 2-0 HEN          |              |
| 9   | Dalian Yifang            | 30 | 10 | 8  | 12 | 44     | 51     | −7    | 38  |                                  |              |
| 10  | Chongqing Lifan          | 30 | 9  | 9  | 12 | 36     | 47     | −11   | 36  |                                  |              |
| 11  | Hebei China Fortune      | 30 | 9  | 6  | 15 | 37     | 55     | −18   | 33  |                                  |              |
| 12  | Guangzhou R&F            | 30 | 9  | 5  | 16 | 54     | 72     | −18   | 32  |                                  |              |
| 13  | Shanghai Shenhua1        | 30 | 8  | 6  | 16 | 43     | 57     | −14   | 30  | Liga Mistrzów AFC • Faza grupowa |              |
| 14  | Tianjin Quanjian2 (S)    | 30 | 4  | 13 | 13 | 40     | 53     | −13   | 25  | Spadek do China League One       |              |
| 15  | Shenzhen FC              | 30 | 4  | 9  | 17 | 31     | 57     | −26   | 21  |                                  |              |
| 16  | Beijing Renhe (S)        | 30 | 3  | 5  | 22 | 26     | 65     | −39   | 14  | Spadek do China League One       |              |

Aktualne na koniec sezonu. Źródło: RSSSF (ang.) 
Oznaczenia: (M) – tytuł mistrzowski, (A) – awans, (S) – spadek, (B) – baraże.
Zasady ustalania kolejności: 1. liczba zdobytych punktów; 2. różnica zdobytych bramek; 3. większa liczba zdobytych bramek. 
Objaśnienia:
1Shanghai Shenhua zakwalifikował się do Ligi Mistrzów AFC jako zdobywca Pucharu Chin

## Najlepsi strzelcy
| Poz. | Zawodnik         | Zespół                             | Bramki |
| ---- | ---------------- | ---------------------------------- | ------ |
| 1    | Eran Zahawi      | Guangzhou R&F                      | 29     |
| 2    | Paulinho         | Guangzhou Evergrande               | 19     |
| 3    | Alex Teixeira    | Jiangsu Suning                     | 18     |
| 3    | Elkeson          | Shanghai SIPG Guangzhou Evergrande | 18     |
| 5    | Yannick Carrasco | Dalian Yifang                      | 17     |
| 5    | Graziano Pellè   | Shandong Taishan                   | 17     |
| 7    | Renato Augusto   | Beijing Guo’an                     | 15     |
| 8    | Alan Kardec      | Chongqing Lifan                    | 14     |
| 9    | Dia Saba         | Guangzhou R&F                      | 13     |
| 9    | Johnathan        | Tianjin Teda                       | 13     |

Źródło: 